# Pronesopupa boettgeri
Pronesopupa boettgeri es una especie de molusco gasterópodo de la familia Pupillidae en el orden de los Stylommatophora.

## Distribución geográfica
Es endémica de Estados Unidos.